# Esquema Novo
Esquema Novo é um álbum de pagode do grupo brasileiro Exaltasamba, que foi lançado em 2005 pela EMI no formato CD. O álbum tem músicas no estilo pagode com influência da música pop e balanço da black music e o álbum tem a direção de Cláudio Rabello, produção de Prateado que também fez os arranjos junto com Izaías e Jota Moraes.  E este CD ganhou disco de ouro segundo a ABPD.

## Sobre as músicas
O álbum tem a música "Inconformado" (composição de Andre Renato, Felipe Silva e Flavio Venutes) que foi uma das músicas da trilha sonora da novela América e "Já Tentei" é composição de Filipe Duarte em parceria com Rafael Brito e Matheus Santos. "O Grande Amor" é composição de Péricles e Thiaguinho que são vocalistas do grupo com Izaías, "Meu Esquema" é releitura de Mundo Livre S/A e "Vinhos E Lingeries" é composição do Thiaguinho que é vocalista do grupo, neste álbum tem a releitura da canção Comida da banda Titãs.

## Vendas e certificações
| País   | Certificação | Associação                                           | Vendas          | Referência    |
| ------ | ------------ | ---------------------------------------------------- | --------------- | ------------- |
| Brasil | Ouro         | Associação Brasileira de Produtores de Discos (ABPD) | 50 mil ou mais. | [ 10 ] [ 11 ] |